# Puttin’ On the Ritz
«Puttin’ On the Ritz» (букв. «Одеваться как у Рица», то есть «Одеваться богато») — американская популярная песня, ставшая со временем джазовым стандартом. Опубликована Ирвингом Берлином в 1929 году. Приобрела популярность после того как прозвучала в одноимённом фильме 1930 года. Название песни отсылает к фешенебельным отелям Сезара Рица.

## История создания
Музыка и слова песни «Puttin’ On the Ritz» были написаны Ирвингом Берлином в 1927 году. Песня впервые была опубликована в 1929 году, а в 1930 году дала название музыкальному фильму Эдварда Сломана с Гарри Ричманом (первый исполнитель песни) и Джоан Беннетт в главных ролях. В том же году «Puttin’ On the Ritz» впервые исполнил Фред Астер, это исполнение в США стало особенно популярным.
Первая версия песни содержала отсылки к негритянским символам и образу жизни. В тексте иронически описывалось явление «овердрессинга»: стремление бедных жителей Гарлема подражать одежде богатых белых американцев. Слушателя приглашают посмотреть, как в купленных на последние деньги костюмах негры прогуливаются по Ленокс-авеню, центральной улице района.
В 1946 году Берлин изменил текст песни, сделав героями песни богатых белых горожан. Были исключены намёки на темнокожее население, а Ленокс-авеню была заменена на Парк-авеню. Во второй редакции текста упоминаются Гэри Купер, в то время один из самых известных голливудских актёров, а также первый долларовый миллиардер Джон Рокфеллер.
| Оригинальная версия                                                                                             | Версия 1946 года |
| --- | --- |
| (A1) Have you seen the well-to-do Up on Lenox Avenue? On that famous thoroughfare With their noses in the air?  | (A1) Have you seen the well-to-do Up and down Park Avenue? On that famous thoroughfare With their noses in the air?                                                                             |
| (A2) High hats and colored collars, White spats and fifteen dollars, Spending every dime For a wonderful time.  | (A2) High hats and Arrow collars, White spats and lots of dollars, Spending every dime For a wonderful time.                                                                                    |
| (B1) If you’re blue and you don’t know Where to go to, why don’t you go Where Harlem flits Puttin’ on the Ritz? | (B1) Now, if you’re blue and you don’t know Where to go to, why don’t you go Where fashion sits Puttin’ on the Ritz?                                                                            |
| (B2) Spangled gowns upon the bevy of high browns from down the levee, all misfits… Puttin’ on the Ritz.         | (B2) Different types who wear a daycoat, pants with stripes and cut-away coats, perfect fits… Puttin’ on the Ritz.                                                                              |
| (C) That’s where each and every Lulu-belle goes Every Thursday evening with her swell beaus Rubbin’ elbows.     | (C) Dressed up like a million dollar trouper Trying hard to look like Gary Cooper Super-duper.                                                                                                  |
| (B3) Come with me, and we’ll attend their jubilee, and see them spend their last two bits… Puttin’ on the Ritz. | (B3) Come let’s mix where Rockefellers walk with sticks or umbrellas in their mitts… Puttin’ on the Ritz.                                                                                       |
| | Tips his hat just like an English chappie To a lady with a wealthy pappy (very snappy) You’ll declare it’s simply topping to be there And hear them swapping smart tidbits Puttin' on the Ritz! |

Обновлённая версия была вновь исполнена Фредом Астером в фильме «Голубые небеса» (1946). Эпизод с песней в исполнении Астера снимался уже после окончания работы над фильмом, номеру предшествовали пять недель подготовки, в итоге 47-летний танцор продемонстрировал великолепную технику исполнения чечётки, и номер стал классическим на многие годы.

## Музыка
Песня написана в форме A (куплет) A|B (припев) B|C (переход) |B, но первая строфа A (с повторением) в исполнениях обычно опускается, так что усечённая форма принимает вид AABA, где A — музыка припева (в полной версии обозначена буквой B), с окончанием на рефрене Puttin' on the Ritz.
По мнению Джона Мюллера, основной приём во фрагменте А (усечённой версии) — это использование ритмического решения с задержкой: разбалансированный пассаж, подчеркнутый небанальными ударениями в тексте, который неожиданно разрешается на длинной ноте, за ним следует усиленное утверждение заглавной фразы. Маршеобразный фрагмент В, лишь слегка синкопированный, действует как контраст к предыдущей — более сложной — ритмической фигуре. По мнению Алека Уайлдера в его исследовании американской популярной песни, ритмический рисунок «Puttin’ On the Ritz» — наиболее сложный и «вызывающий» из всех, с которыми он когда-либо сталкивался.
Своеобразие песне придаёт вторая часть (отдел B в полной версии формы), каждая строфа которой заканчивается рефреном Puttin' on the Ritz. Здесь простейшая мелодическая фигура (квартсекстаккорд в тесном расположении) проводится четырежды (см. нотный пример), каждый раз иначе ритмизованная. Первое проведение устанавливает исходный мелодико-ритмический вариант («точку отсчета», ноты фигуры синхронизированы с долями метрической сетки). Все последующие проведения фигуры ритмически сокращены (три восьмых вместо четырёх), при этом метрические акценты падают на разные ноты фигуры: во втором проведении — акцент на d (№ 2 на схеме мелодического прототипа) со смещением на шестнадцатую (синкопа), в третьем — на f (№ 3), в четвёртом — на a (№ 4). Изобретательная мелодико-ритмическая игра создаёт впечатление сбоя в тактовом метре (так называемая ложная полиметрия), который в действительности строго выдерживается на всём протяжении пьесы.

## Аранжировки и обработки
Песня Берлина «Puttin’ On the Ritz» исполнялась в различных версиях и музыкальных стилях много раз. Собственные обработки оригинала делали Бенни Гудмен, Элла Фицджеральд, Джуди Гарленд, Руфус Уэйнрайт, Нил Даймонд, Кенни Болл, Pasadena Roof Orchestra, The Clevelanders, The Swingle Singers, Mad Band, Beegie Adair и многие другие.
Из музыкантов других жанров стоит выделить Майкла Джексона (Джексон был поклонником Фреда Астера), Leningrad Cowboys (спид-метал аранжировка), Shiny Toy Guns (синтипоп), Брета Отри (электронный рок с использованием семплов версии Эллы Фитцджеральд) и других.

### Исполнительская версия Taco
В сентябре 1982 года нидерландец Тако выпустил синтипоп-версию «Puttin’ On the Ritz»; в этой версии помимо оригинальных использовались также тексты из песен Ирвинга Берлина «Always», «White Christmas», «Alexander’s Ragtime Band», «There’s No Business like Show Business», а также текст из мюзикла Стэнли Донена «Поющие под дождём».  В сентябре 1983 года сингл был на четвёртом месте в рейтинговом списке Billboard Hot 100, а позднее сам музыкант занял 53-е место в чарте VH1 «100 лучших артистов одного хита 1980-х». При этом в другом рейтинге (в читательском опросе журнала Rolling Stone 2011 года), эта же обработка заняла девятое место в списке 10 худших песен 1980-х годов. Клип на «Puttin’ On the Ritz», в котором Тако исполнил степ как дань уважения Фреду Астеру, подвергся цензуре ввиду использованного Тако кордебалета с гримом в стиле «блэкфейс». В цензурированной версии клипа образы «блэкфейсов» заменены фотографиями Гэри Купера, а во время исполнения чечётки показаны только ноги танцоров.

## В популярной культуре
В США песня считается неофициальным гимном Голливуда.

### В фильмах
- Фильм 1930 года «Puttin' On the Ritz[англ.]» с Гарри Ричманом[англ.] и Джоан Беннетт в главных ролях.
- Фильм «Восторг идиота» американского режиссёра Кларенса Брауна (1939), в котором песню спел игравший главную роль Кларк Гейбл.
- Фильм «Голубые небеса[англ.]» (Blue Skies) американского режиссёра Стюарта Хейслера (1946), в котором были использованы 32 песни Ирвинга Берлина, а Фред Астер, сыгравший одну из главных ролей, исполнил «Puttin’ On the Ritz», добавив свои знаменитые элементы степа.
- Фильм «Нет лучше бизнеса, чем шоу-бизнес» 1954 года, в котором Мэрилин Монро сыграла роль второго плана, «Puttin’ On the Ritz» звучит в инструментальной оркестровой версии.
- Фильм «Молодой Франкенштейн» американского режиссёра Мела Брукса (1974), в котором Доктор Франкенштейн и Монстр вместе танцуют под «Puttin’ On the Ritz».
- Фильм «Золотой ребёнок» (1986), банка танцует под «Puttin’ On the Ritz».
- Фильм «Отпетые мошенники» (1988), инструментальная версия в сцене обучения Фредди Бенсона.
- 3-я серия 4-го сезона сериала «Дживс и Вустер» «Bridegroom Wanted!» (1993), в которой Вустер не может понять ритмику композиции и постоянно стопорится на припеве, а Дживс объясняет ему, что «будет разумным сделать синкопу на пятой-четвёртой долях».
- Фильм 1999 года «Гениальные младенцы», в котором главный герой гений-младенец Слай примеряет классический костюм под обработку песни Taco.
- Фильм «Тревожный вызов» (2013) американского режиссёра Брэдона Андерсона.
- В 6-й серии 8-го сезона популярного американского сериала «Ясновидец» главные герои Шон Спенсер и Бёртон Гастер заходят в русский ресторан Putin on the Ritz, название которого является игрой слов и дословно означает «Путин в моде», что является отсылкой к действующему президенту России.
- Российский телесериал «Кухня» и его продолжение «Отель Элеон».
- Фильм «Быть Астрид Линдгрен» (2018). Несмотря на то, что действия на балу происходят в конце 20-х, исполняется версия 1946 г.
- 4-я серия 3-го сезона сериала «Доктор Кто» «Далеки на Манхэттене» (2007) начинается музыкой этой песни.

### В мультфильмах
- 3-я серия 2-го сезона американского мультсериала «Элвин и бурундуки» «Don’t Be a Vidiot» (1984), в которой бурундуки создают собственный клип на песню «Puttin’ On the Ritz».
- 19-я серия 2-го сезона американского мультсериала «Гриффины» «The Story on Page One» (2000), в которой Стьюи и Крис исполняют пародию на эпизод из фильма «Молодой Франкенштейн».

### В компьютерных играх
- Песня используется в качестве заглавной темы в игре Super Hunchback[англ.] для GameBoy (1992).